# Petrus Christus

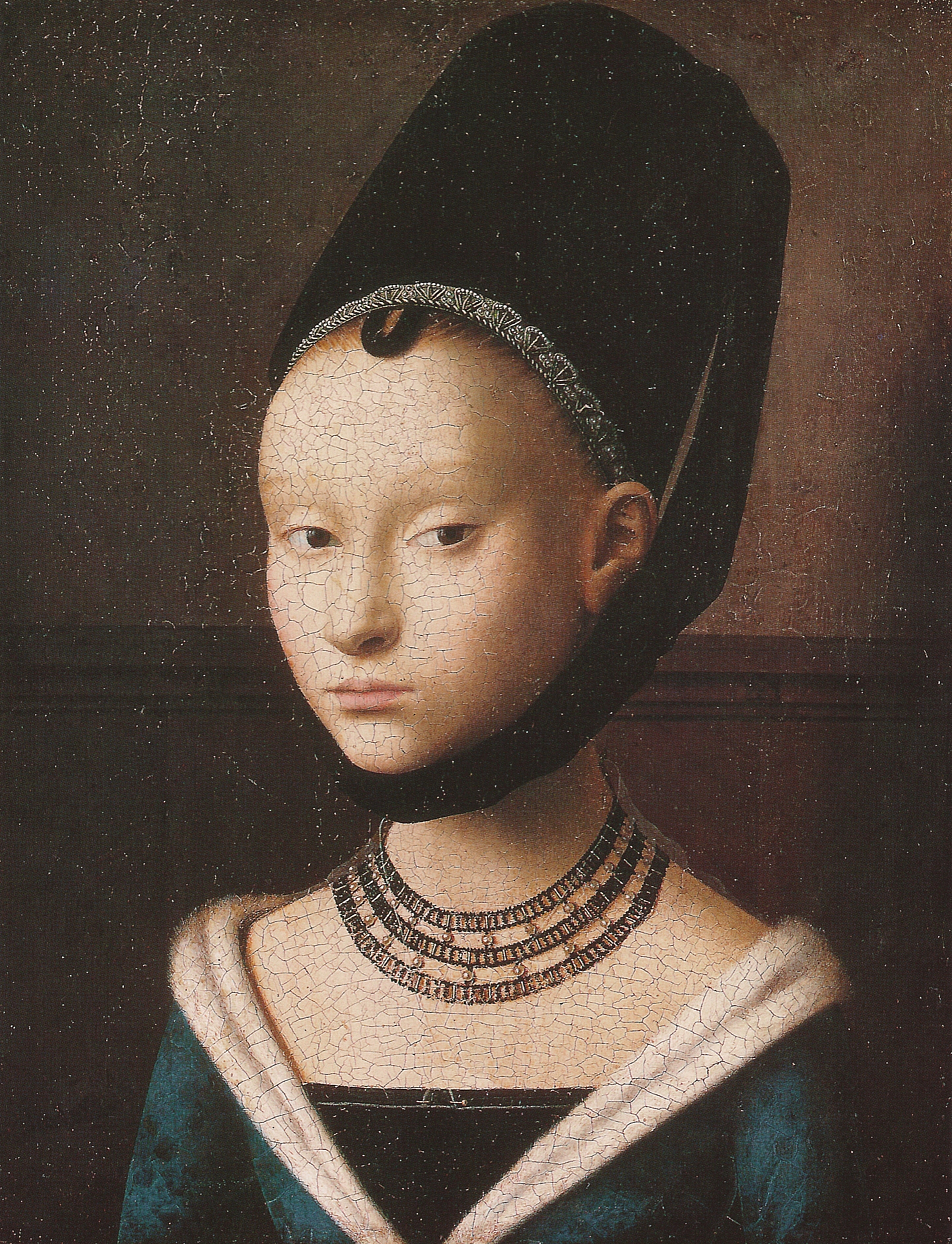
Bildnis einer jungen Dame, um 1470, Gemäldegalerie Berlin

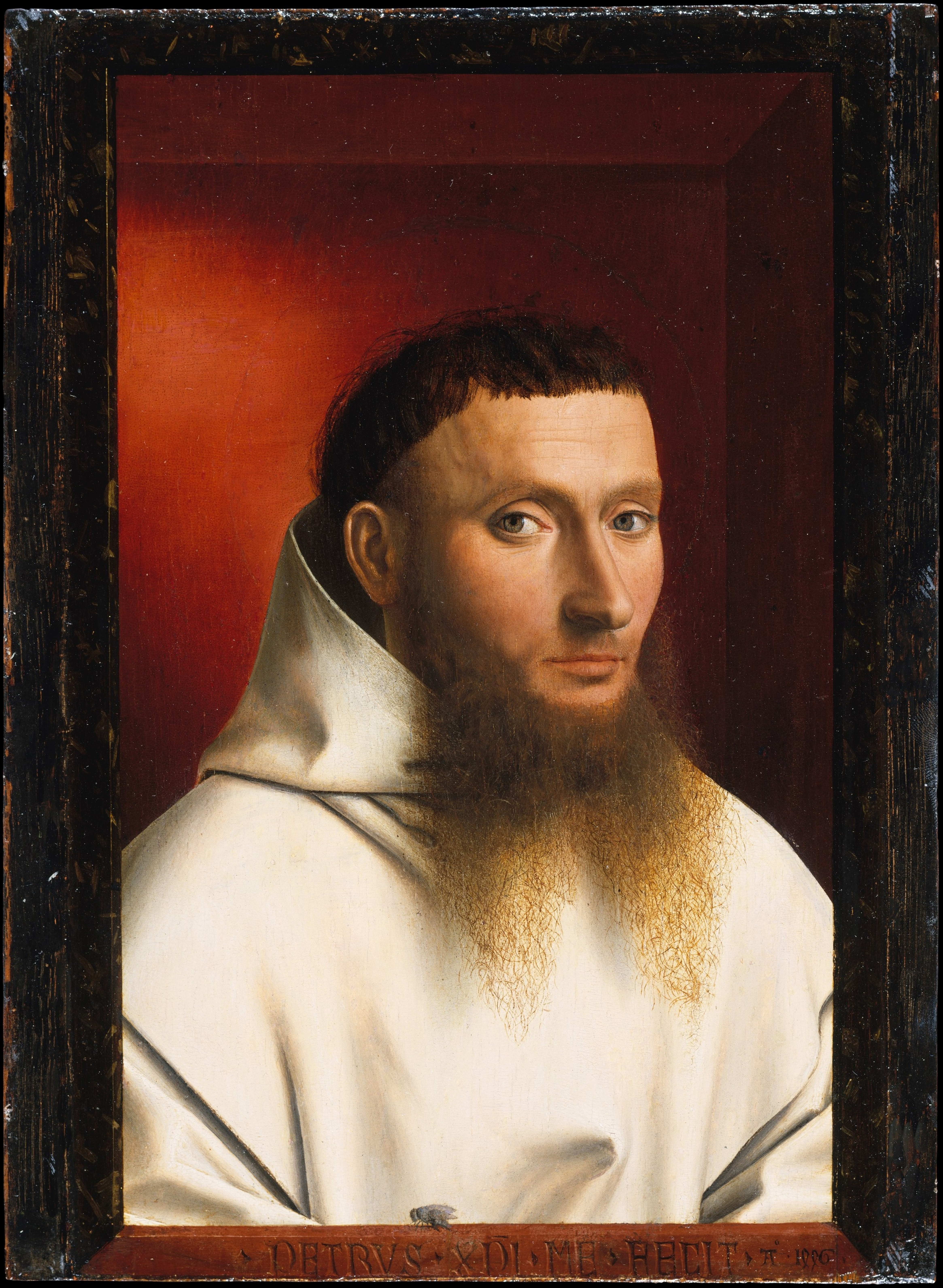
Portrait eines Kartäusers, 1446, Metropolitan Museum of Art New York

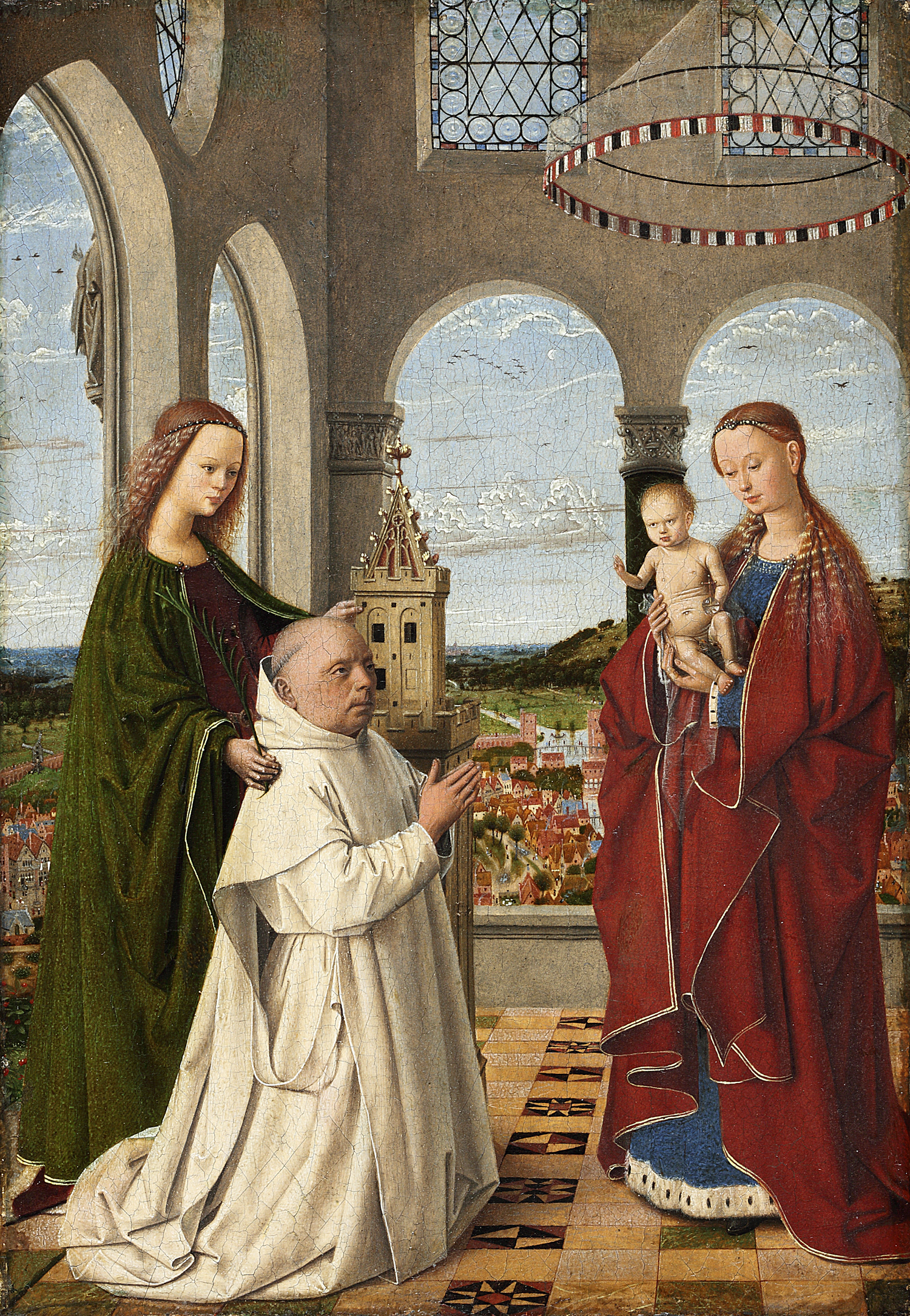
Sog. Karthäusermadonna, um 1450, Gemäldegalerie Berlin

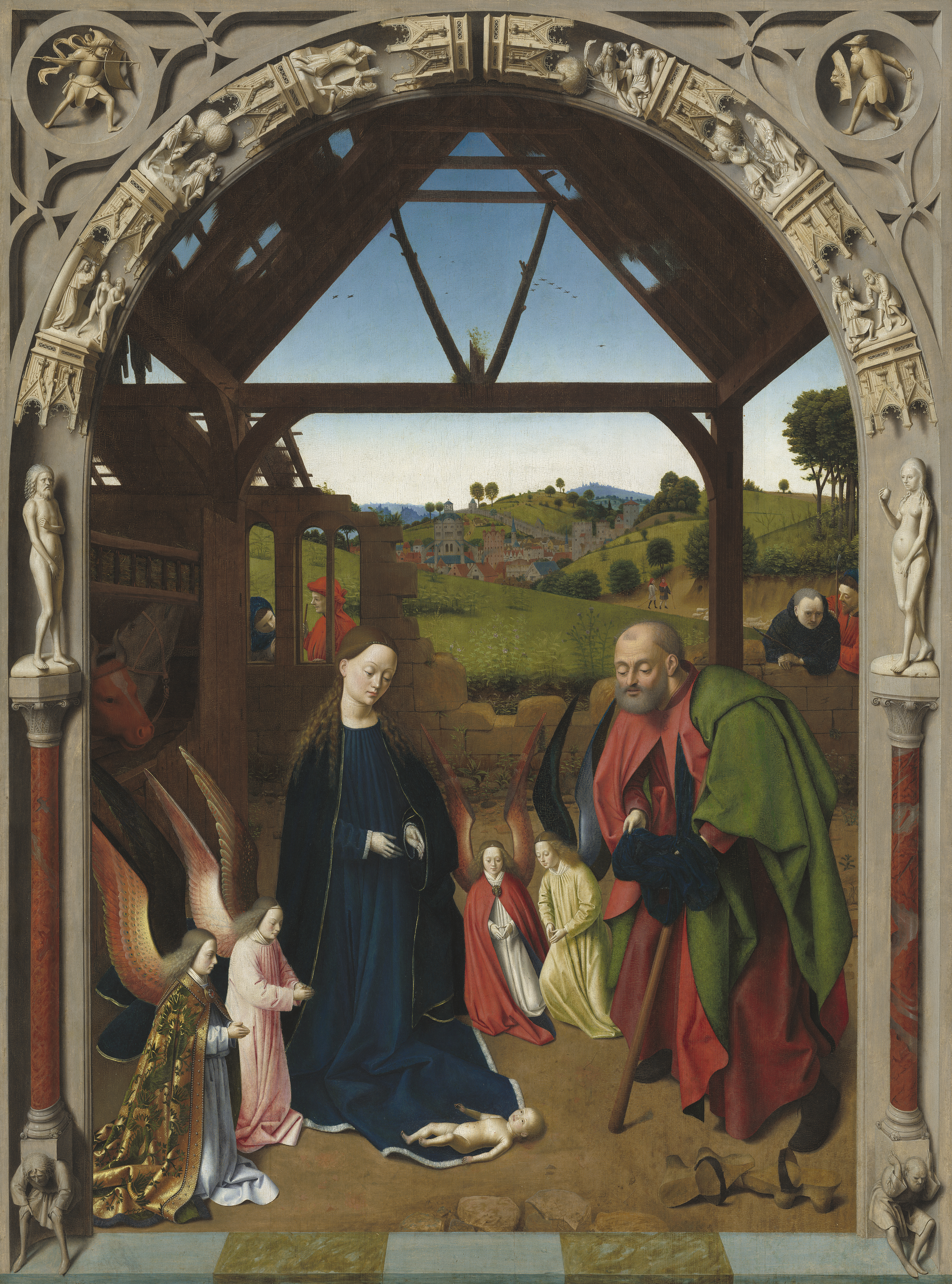
Geburt Christi, 1460er Jahre, National Gallery of Art Washington, D.C.

Petrus Christus (* um 1410/1420 in Baarle; † 1475/76 in Brügge) war ein flämischer Maler, der sich 1444 in Brügge in die Tradition des Jan van Eyck stellte.

## Leben und Wirken
Petrus Christus erwarb 1444 in Brügge das Bürgerrecht und eröffnete dort eine eigene Werkstatt als Maler und erlangte spätestens in den 1460er Jahren hohes soziales Ansehen. Gemeinsam mit seiner Frau Gaudicine trat er ebenda 1462 der Bruderschaft „Unserer Frau vom Trockenen Baum“ bei. 1471 wurde er Vorsteher der Malergilde. Christus starb in Brügge nach neueren Forschungen zwischen dem 2. September 1475 und dem 19. Dezember 1476.
Petrus Christus war durch die Kunst Jan van Eycks geprägt, dessen Stil er mit Einflüssen von Rogier van der Weyden und Robert Campin kombinierte. Er wird aber heute nicht mehr zu den direkten Schülern van Eycks gerechnet. Eher unwahrscheinlich ist auch, dass er nach dem Tod van Eycks 1441 direkt dessen Werkstatt übernahm und weiterführte. Jedenfalls malte er in Anlehnung an dessen Stil, so dass seine Werke früher oft dem älteren Künstler zugeschrieben wurden. Auf diese Weise übte Christus maßgeblichen Einfluss auf andere Meister der Brügger Malschule um die Mitte des 15. Jahrhunderts aus wie Dierick Bouts und Geertgen tot sint Jans. Zusammen mit Hans Memling prägte er über längere Zeit die Malerei in dem wichtigen Kunstzentrum Brügge.
Es ist nicht sicher geklärt, ob Christus nach Italien gereist ist und Stilelemente und technische Errungenschaften der nordeuropäischen Maler direkt an Antonello da Messina und andere italienische Künstler vermittelte, wie immer wieder angenommen wird. Es ist aber bekannt, dass seine Bilder von Italienern geschätzt und gekauft wurden. In seinem Werk gibt es wiederum aus Italien stammende Motive und künstlerische Konzepte wie die konsequente Anwendung der Linearperspektive. Christus’ Maria mit dem Kind mit den Heiligen Franziskus und Hieronymus von 1457 in Frankfurt gehört zu den frühesten bekannten Gemälden aus den Niederlanden, die eine strenge Linearperspektive mit einem Fluchtpunkt anwenden. Ein Dokument, das die Anwesenheit eines „Piero da Bruggia“ (Petrus aus Brügge?) in Mailand bezeugt, lässt vermuten, dass er diese Stadt zur gleichen Zeit wie Antonello besucht hat.
In seinen religiösen Gemälden wird er weniger als van Eyck geschätzt; seine Porträts dagegen, die von statischer Nüchternheit gekennzeichnet sind, erzielen durch die Konzentration auf wenige, besonders scharfkantige mimische Details eine starke körperliche Wirkung und sind voll Charakter und Leben. Der Hintergrund der Porträts ist reduziert, aber konkret-räumlich und nicht länger undefiniert. Petrus Christus war einer der ersten flämischen Maler, der sich intensiv mit der Porträtmalerei befasste.
Einige seiner Werke lassen sich durch Signatur (Petrus XRI) sicher zuweisen, die übrigen Bilder sind Zuschreibungen.

## Werke (Auswahl)
Durch Signatur gesichert
- Porträt Edward Grimstons, 1446 (Öl auf Eiche, 32,5 × 24 cm; London, Baron-von-Verulam-Sammlung, als Dauerleihgabe in der National Gallery, Inv. Nr. L3)[4]
- Portrait eines Kartäusers, 1446 (Öl auf Eiche, 29,2 × 21,6 cm; New York, Metropolitan Museum of Art, Inv. Nr. 49.7.19)[5]
- Goldschmied in seinem Laden, evtl. St Eligius, 1449 (Öl auf Eiche, 100,1 × 85,8 cm; New York, Metropolitan Museum of Art, Inv. Nr. 1975.1.110)[6]
- Maria lactans, 1449 (Öl auf Holz, 58 × 40,2 cm; Antwerpen, Königliches Museum der Schönen Künste, Inv. Nr. 5135)[7]
- Verkündigung und Geburt sowie Jüngstes Gericht, 1452 (Öl auf Eiche, 147,3 × 59,5 cm; Berlin, Gemäldegalerie, Inv. Nr. 529A+B)[8][9]
- Verkündigung und Geburt, 1452 (Öl auf Eiche, 85,5 × 54,8 cm; Brügge, Groeningemuseum, Inv. Nr. 1983.GRO0019.I–1983.GRO0020.I)[10][11]
- Madonna mit Kind und den Heiligen Hieronymus und Franziskus, 14[...]7 (wahrscheinlich 1457) (Mischtechnik auf Eichenholz, 46,7 × 44,6 cm; Frankfurt am Main, Städel Museum, Inv. Nr. 920)[12]

Zuschreibungen
- Haupt Christi, um 1445 (Öl auf Pergament, 14,9 × 10,8 cm; New York, Metropolitan Museum of Art, Inv. Nr. 60.71.1)[13]
- Verkündigung, um 1445 (Öl auf Holz, 78,7 × 65,7 cm; New York, Metropolitan Museum of Art, Inv. Nr. 32.100.35)[14]
- Bildnis eines Mannes mit Falken, um 1445/50 (Silberstift auf Papier, 190 × 144 mm; Frankfurt am Main, Städel Museum, Inv. Nr. 725)[15]
- Madonna mit Kind, heiliger Barbara und Kartäusermönch Jan Vos, 1445/60 (Öl auf Eiche, 21,3 × 15,3 cm; Berlin, Gemäldegalerie, Inv. Nr. 523B)[16]
- Beweinung, um 1450 (Öl auf Eiche, 25,7 × 35,6 cm; New York, Metropolitan Museum of Art, Inv. Nr. 91.26.12)[17]
- Christus als Schmerzensmann, um 1450 (Öl auf Holz; Birmingham, Birmingham Museum and Art Gallery)
- Die Geburt, um 1450 (Öl auf Holz, 130 × 97; Washington D. C., National Gallery of Art, Inv. Nr. 1937.1.40)[18]
- Porträt eines jungen Mannes, um 1450/60 (Öl auf Holz, 35,5 × 26,3 cm; London, National Gallery, Inv. Nr. 2593)[19]
- Porträt einer Stifterin, um 1455 (Öl auf Holz, 41,8 × 21,6 cm; Washington, D.C., National Gallery of Art, Inv. Nr. 1961.9.11)[20]
- Porträt eines Stifters, um 1455 (Öl auf Holz, 42 × 21,2 cm; Washington, D.C., National Gallery of Art, Inv. Nr. 1961.9.10)[21]
- Die Beweinung, um 1455/60 (Öl auf Eiche, 100,5 × 192 cm; Brüssel, Königliche Museen der Schönen Künste, Inv. Nr. 564)[22]
- Isabel von Portugal mit St. Elisabeth, um 1457/60 (Öl auf Eiche, 58,7 × 32,9 cm; Brügge, Groeningemuseum, Inv. Nr. 0000.GRO1614.I)[23]
- Tod der Jungfrau, um 1460/65 (Öl auf Eiche, 102,9 × 73,7 cm; San Diego, Timken Museum of Art, Inv. Nr. 1951:001)[24]
- Maria mit Kind in einem Interieur, um 1460/67 (Öl auf Holz, 69,53 × 50,96 cm; Kansas City, Nelson-Atkins Museum of Art, Inv. Nr. 56–51)[25]
- Madonna mit Kind im Trockenen Baume, um 1465 (Öl auf Holz, 14,7 × 12,4 cm; Madrid, Museo Thyssen-Bornemisza, Inv. Nr. 121)[26]
- Madonna mit Kind, um 1465/70 (Öl auf Holz, 49 × 34 cm; Madrid, Museo del Prado, Inv. Nr. P001921)[27]
- Bildnis einer jungen Dame, um 1470 (Öl auf Eiche, 29,1 × 22,7 cm; Berlin, Gemäldegalerie, Inv. Nr. 532)[28]

## Galerie

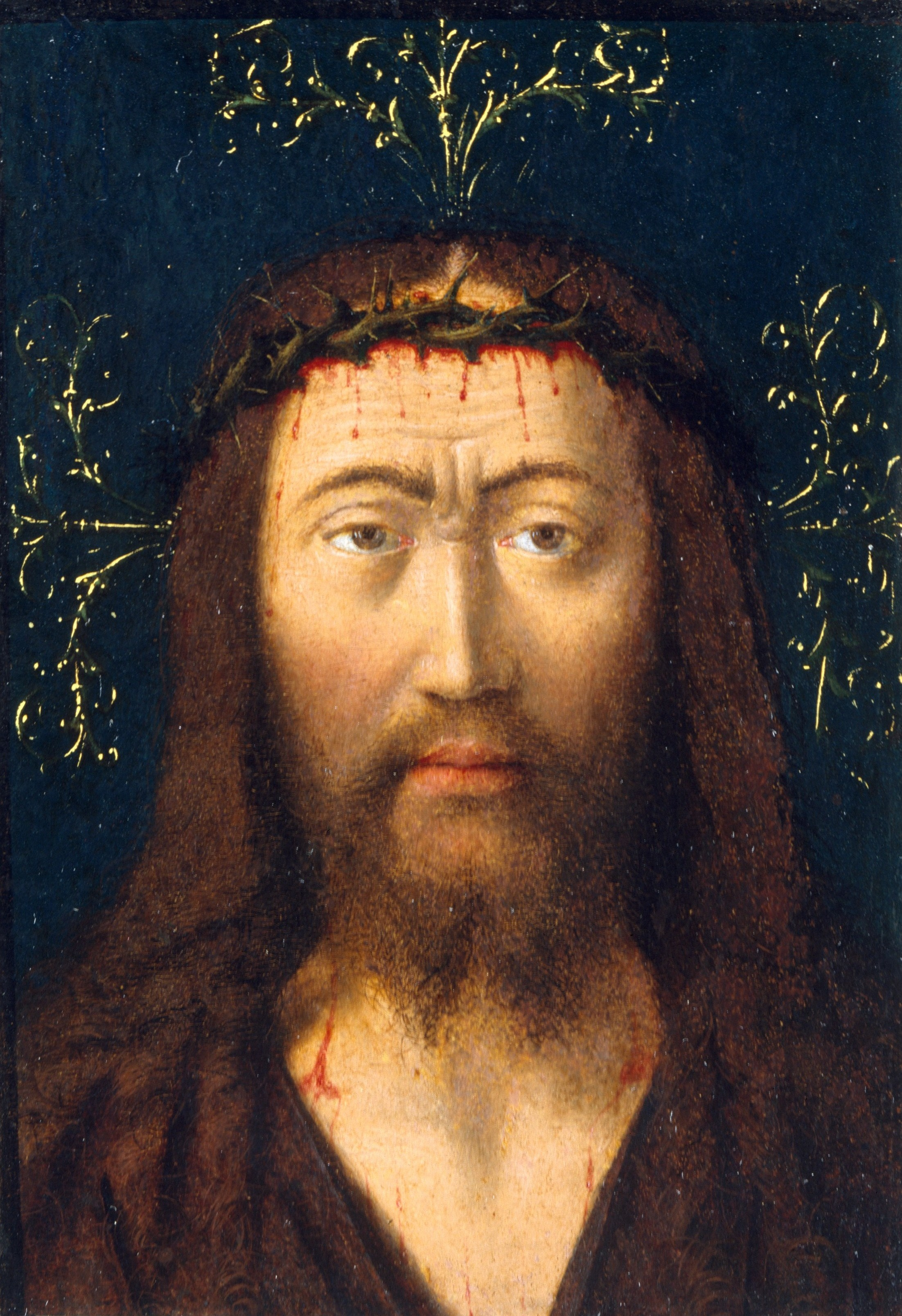
Jesus Christus, 1445, New York City, Metropolitan Museum of Art
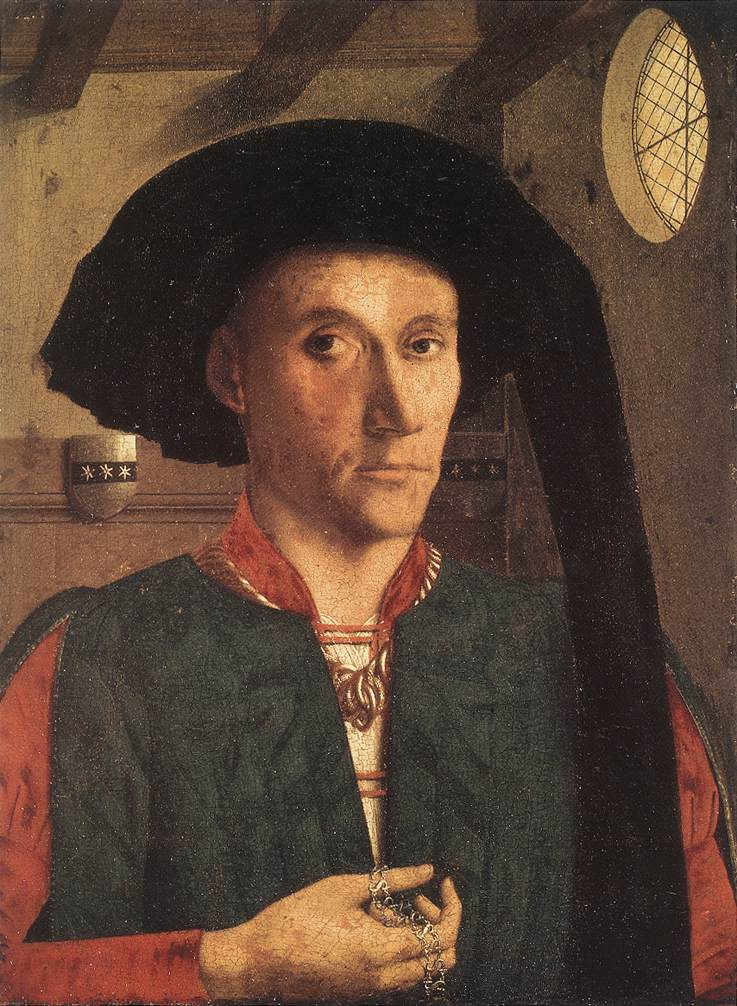
Porträt des Edward Grimston, 1446, London, Verulam Collection
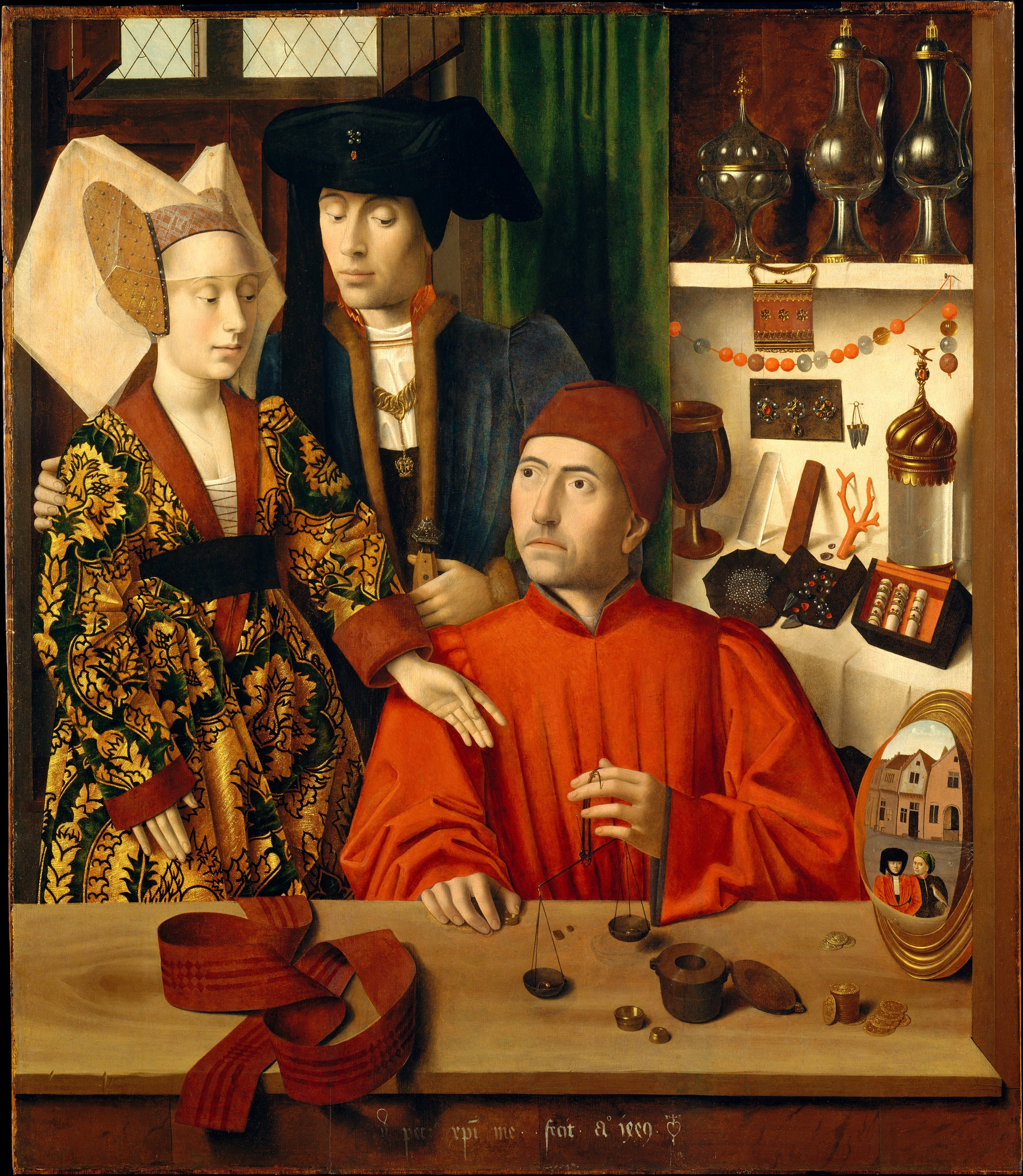
Der hl. Eligius in seiner Werkstatt, 1449, New York City, Metropolitan Museum of Art
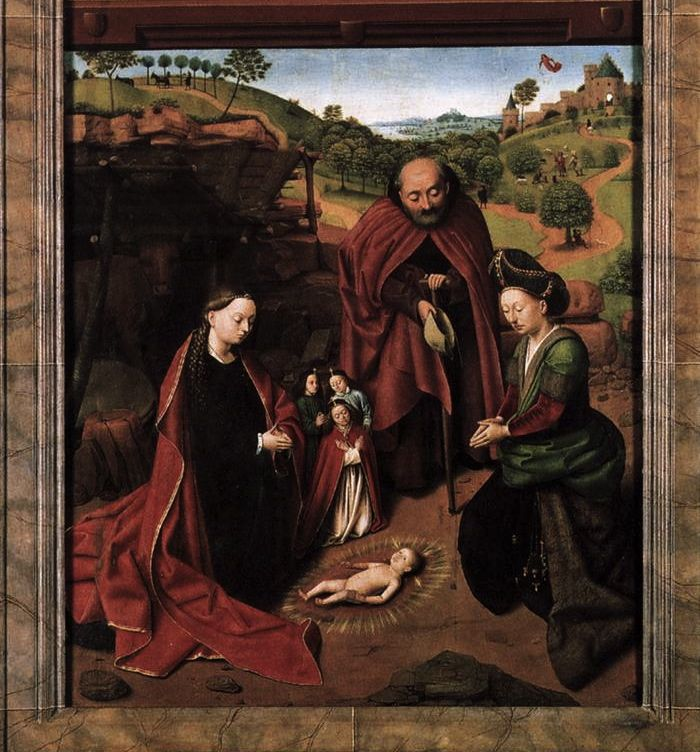
Geburt Christi, 1452, Berlin, Gemäldegalerie
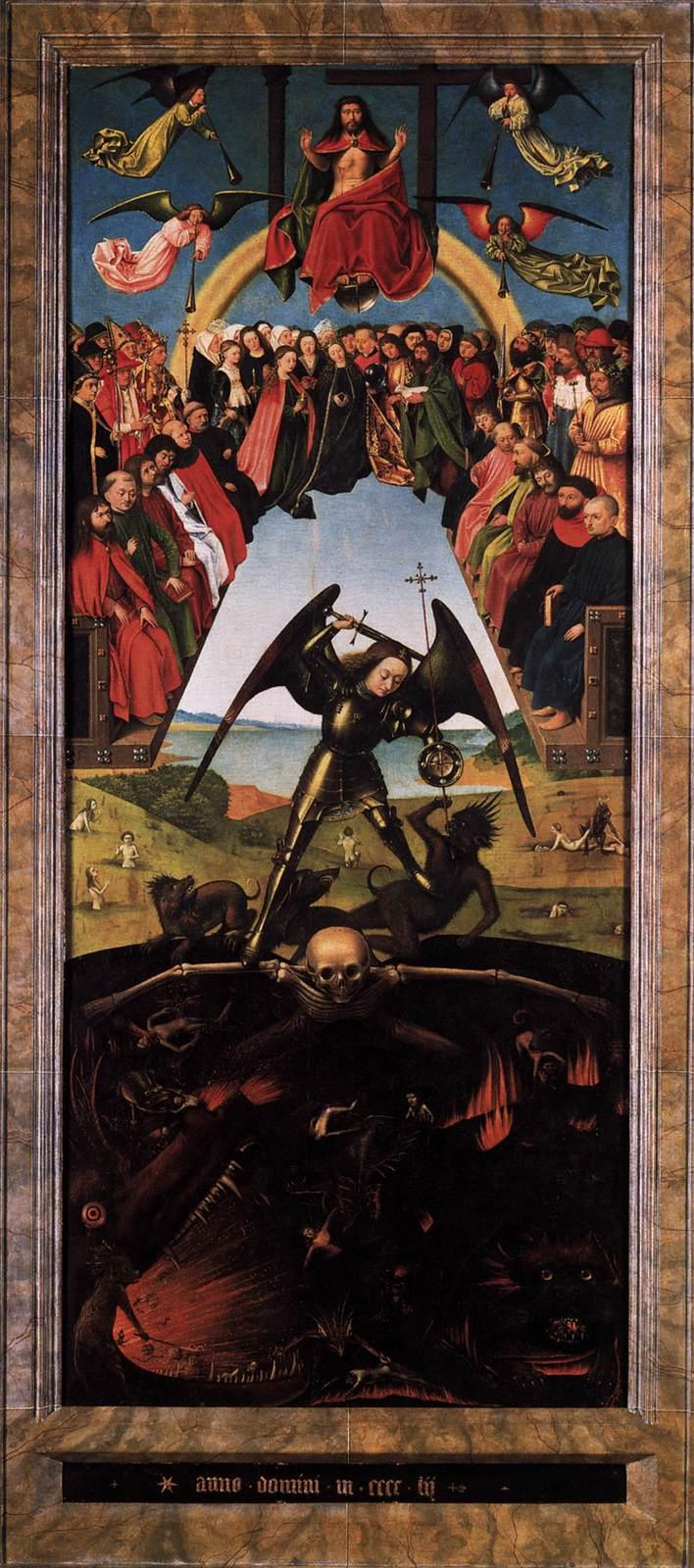
Jüngstes Gericht, 1452, Berlin, Gemäldegalerie
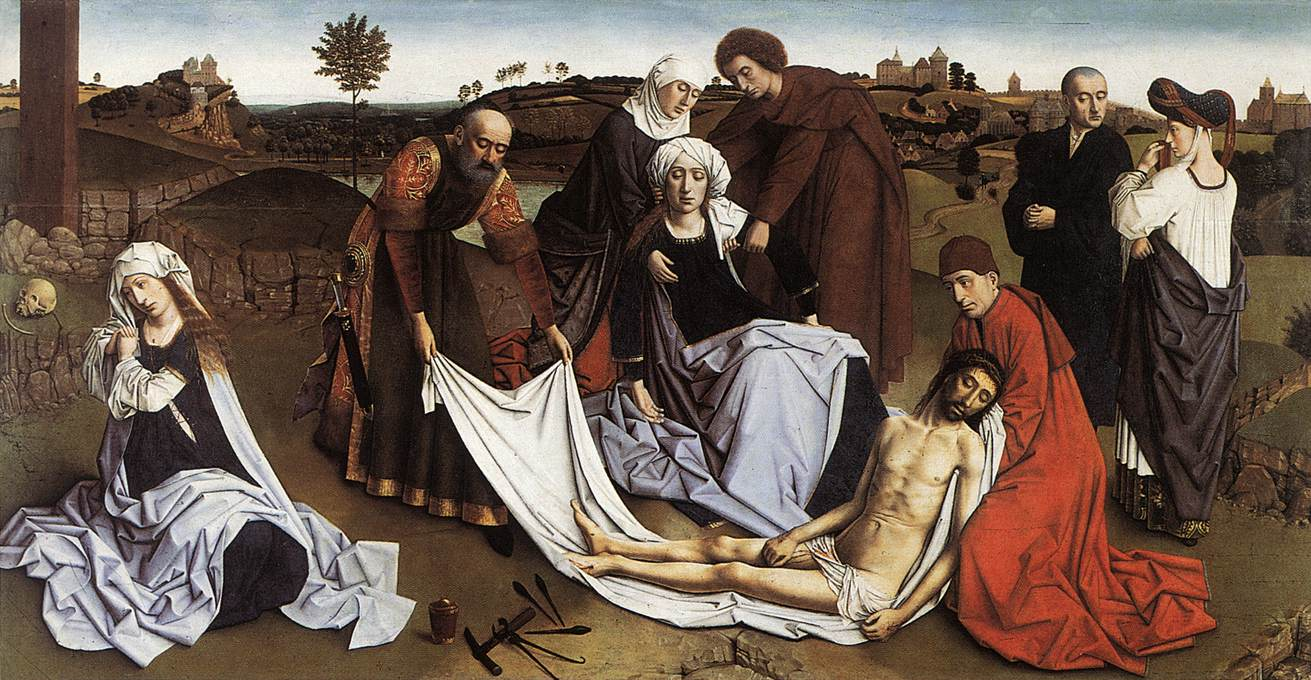
Beweinung Christi, ca. 1455–6, Brüssel, Königliche Museen der Schönen Künste
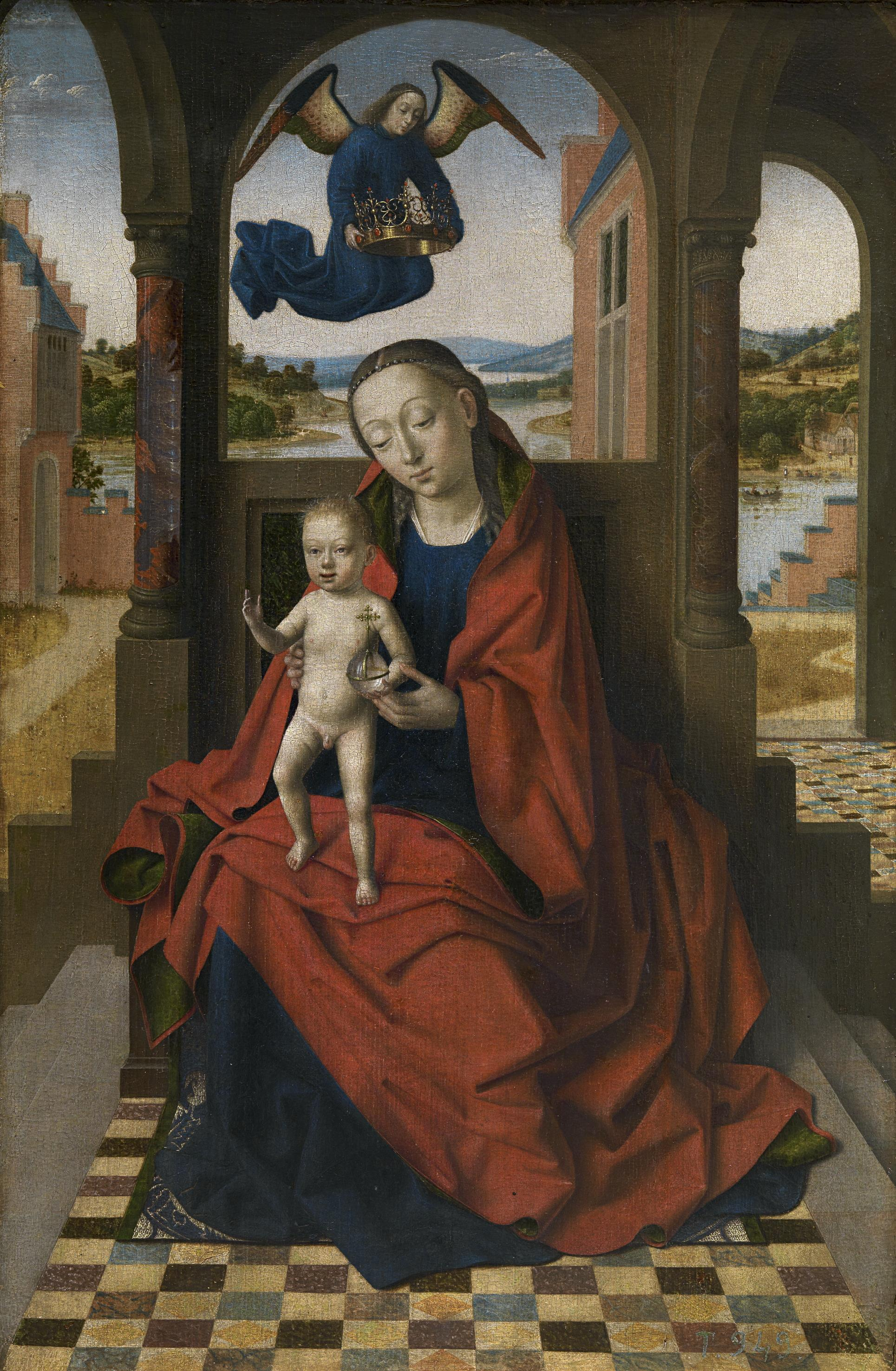
Maria mit Christuskind, 1460–65, Madrid, Museo del Prado
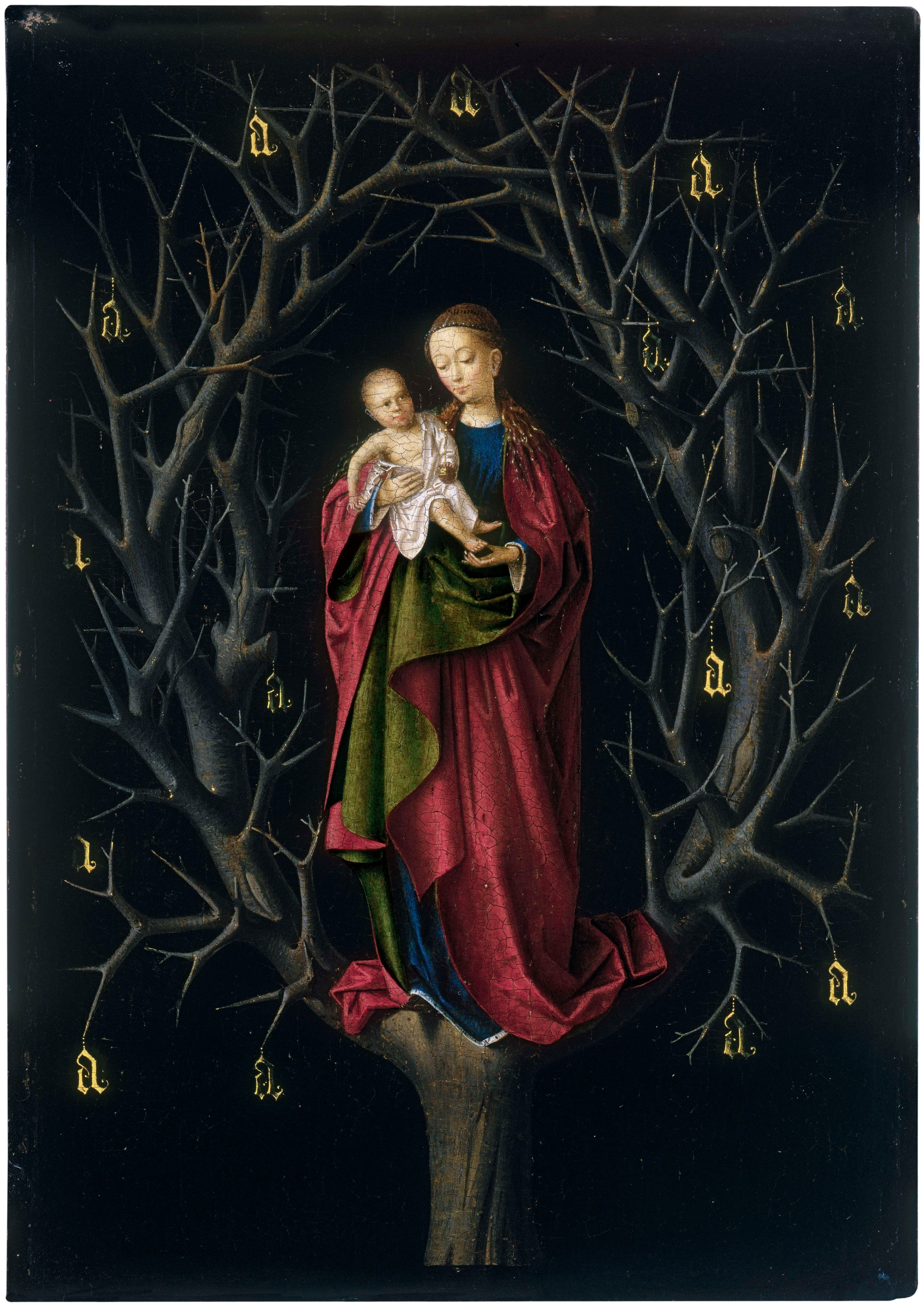
Maria, um 1462–65. Museo Thyssen-Bornemisza, Madrid